# František Lízna
František Lízna (11. července 1941 Jevíčko – 4. března 2021 Olomouc) byl moravský kněz, jezuita a předseda redakční rady časopisu Akord a spoluzakladatel Misijních ostrůvků. Zaměřoval se zejména na pastoraci Romů, vězňů a bezdomovců.

## Život
Pocházel z komunisty pronásledované rodiny, sám byl z politických důvodů pětkrát vězněn a vojenskou službu vykonával u PTP na Slovensku. V roce 1968 byl přijat do noviciátu jezuitského řádu a v roce 1974 vysvěcen na kněze, podle jeho vlastního vyjádření mu byla veřejná kněžská činnost zakázána ihned po jeho primiční mši svaté a tento zákaz platil až do roku 1990. Do roku 1989 působil převážně v dělnických profesích a v oblasti zdravotnictví. Veřejně mohl své kněžské povolání vykonávat až po roce 1989. V roce 1978 podepsal Chartu 77. Po sametové revoluci působil v Brně a ve věznici v Kuřimi. V roce 1993 se ujal Evy Kováčové, dívky s agresivními sklony právě propuštěné z pardubické věznice, kde si odpykávala trest za založení požáru Ústavu sociální péče v Měděnci v roce 1984. Pomáhal jí a její životní příběh sledoval až do její předčasné smrti v roce 2014. V letech 1995–2004 působil jako vězeňský duchovní na Mírově a do své smrti byl farářem ve Vyšehorkách. V roce 2000 se stal členem vládní Rady pro lidská práva.
Podnikl taky několik pěších cest – poutí. Nejvýznamnější z nich byly pouť ze Svaté Hory u Příbrami ke Svatému Jakubu do Santiaga de Compostela v roce 2004 a později, už s diagnostikovanou rakovinou prostaty, podle vlastních slov už v neoperovatelném stádiu, pouť z hory Kremenec na ukrajinsko-slovensko-polském pomezí do města Chersones na Krymu, tedy do místa, kde svatí Cyril a Metoděj našli ostatky svatého Klementa I., papeže, (a odkud je pak snad přenesli na moravský Klimentek) a místem křtu svatého Vladimíra, čímž chtěl podle vlastních slov propojit křesťanský Východ a Západ.
Zemřel v olomoucké fakultní nemocnici po nákaze nemocí covid-19.

## Ocenění
V roce 2001 mu byl propůjčen Řád Tomáše Garrigua Masaryka za vynikající zásluhy o demokracii a lidská práva, v roce 2003 mu nadace Charty 77 udělila Cenu Františka Kriegla za jeho práci ve vězení a v roce 2012 mu byla řádem milosrdných bratří udělena Cena Celestýna Opitze za vzor v péči o nemocné a potřebné. 17. listopadu 2017 převzal Cenu Paměti národa.

## Dílo
- Musím jít dál, Cesta Brno, 2006, ISBN 80-7295-086-X
- Šel jsem však vytrvale, Cesta Brno, 2008, ISBN 978-80-7295-108-6
- Vstávám a pokračuji v cestě, Cesta Brno, 2010, ISBN 978-80-7295-123-9
- Pouť za sv. Kateřinou Sienskou, Cesta Brno, 2010, ISBN 978-80-7295-124-6
- Pouť za sv. Brigitou Švédskou do Vadsteny, Cesta Brno, 2013, ISBN 978-80-7295-158-1
- Jak jen teskná je noc, Vetus Via, 2014